# 石巻栄光教会
石巻栄光教会（いしのまきえいこうきょうかい）は、宮城県石巻市にある日本基督教団の教会である。
1887年にアメリカ・クリスチャン教会がD・F・ジョーンズ夫妻を宣教師として派遣する。1887年6月に横浜港から石巻港に来て、石巻で伝道を開始する。
9月25日に石巻一致教会(現・石巻山城町教会)から転会した丹野佐七郎を加えて、広小路に石巻クリスチャン教会を設立する。1887年12月に津田義人伝道師を迎えて、2月11日石切横丁で献堂式を行う。松川竹之助らを含めて36名が洗礼を受けた。
以降、日本クリスチャン教会は石巻を拠点として、宮城県北部に伝道を展開する。津田、松川、桜井昌児、色川楢次らの石巻出身の伝道者を中心に伝道が進められる。
1902年婦人伝道者のアリス・トゥルーが専任宣教師として着任する。1930年クリスチャン教会は日本組合基督教会と合同する。1931年10月12日、御殿横丁に土地を入手し、石造りの会堂を建設する。
1941年日本基督教団に加入する。1945年の戦時強制疎開で会堂は破壊され、住吉町の民家で集会を継続する。1950年戦災復興教会として街道を再建する。1977年に石巻市内の字南谷地に移転し、石巻栄光基督教会と改称する。